# 알렉산드르 3세
알렉산드르 3세(러시아어: Александр III, 1845년 3월 10일~1894년 11월 1일)는 러시아 제국의 황제(1881년 3월 14일~1894년 11월 1일)이다. 본명은 알렉산드르 알렉산드로비치 로마노프(러시아어: Александр Александрович Рома́нов). 로마노프 왕조의 13번째 군주다.

## 생애
알렉산드르 3세는 1845년 3월 10일 당시 황태자였던 알렉산드르 2세와 마리야 알렉산드로브나 황후 사이에서 차남으로 출생했다. 애칭은 사샤. 원래 사샤는 러시아 황제라는 자리에 관심이 없었고 형 닉사와는 대조적으로 단순한 성격의 소유자였다. 그러나 형 닉사가 결핵으로 세상을 떠나서 그를 이어 황태자로 책봉된다. 다그마르는 처음에는 사샤와 결혼하고 싶지 않았고 사샤 또한 좋아하는 여자 타입은 따로 있었다. 그저 닉사의 유언(내가 죽으면, 다그마르는 내 동생 사샤와 결혼해 주기를 바란다.)이라고 생각하고, 서로의 마음을 열어서 1866년 결혼했다. 이미 황태자 시절부터 반동세력에 가담하여 자유주의에 대항하였던 그는 아버지 알렉산드르 2세가 폭탄 테러로 암살당하자 국민들에 대한 뿌리 깊은 불신을 갖게 되어 더욱 태도가 확고해져버렸다. 그는 전제군주제를 강화하고 수호하는 데 노력을 아끼지 않았으며, 이를 저해하는 것은 무엇이든간에 용납하지 않았다. 즉위 초기에는 선제가 만들어놓은 개혁의 분위기가 지속되었으나 시간이 흐르면서 본격적인 반동정치로 일관하였다. 또한 후계자인 아들 니콜라이에게도 자신의 사상을 주입시키게 했고, 니콜라이 2세 80여년 간 ( 1830년대 ~ 1910년대 후반 ) 계속된 반동정치와 전제정치는 러시아 혁명이라는 참극을 만들었다.
종교회의 의장인 콘스탄틴 파베도노스체프를 비롯한 알렉산드르 3세 정부는 의회민주주의와 언론의 자유, 보통교육 등과 같은 기본적인 것들마저 용납하지 않았다. 오직 전제정치와 러시아 정교회, 그리고 국가를 우선시하는 국가주의만이 러시아를 보전할 수 있다고 굳게 믿었다. 이 때문에 한동안 혁명분자들의 활동은 물론 온건한 자유주의자들까지도 억압받고 투옥되었다. 이러한 정책은 여러 곳에서 마찰을 일으켰다. 검열제도가 강화되고 교육의 자유는 축소되었다. 젬스트보에는 점차 귀족층의 비중이 늘어났고 중앙 정부의 통제 또한 강화되었다. 1889년에는 지방관리관이라는 새로운 직택을 만들어 각 지방의 행정권과 사법권을 부여하였다. 또한 반란에 실패했던 폴란드인과 유대인에게는 교육의 차별은 물론 제한구역을 두어 거주이전의 자유도 빼앗았다.
그는 독일의 비스마르크와 사이가 나빠, 1894년 프랑스와 동맹을 맺었으며, 프랑스의 자본을 끌어들여 시베리아 횡단 철도를 놓기 시작하였다. 알렉산드르 3세는 부황(알렉산드르 2세)처럼 암살 위기를 여러 차례 겪었다. 알렉산드르 3세의 암살을 시도하다 실패하여 처형당한 인물 가운데는 훗날 러시아 혁명을 일으키게 되는 블라디미르 레닌의 큰형인 알렉산드르 울리야노프가 있었다.
이러한 정치적 상황 속에 이런저런 일에 신경을 쓰느라 바쁜 알렉산드르 3세는 1894년 건강이 나빠졌고 1894년 11월 1일 아내 다그마르와 자녀들을 남기고 세상을 떠났다. 이후에 즉위한 그의 장남 니콜라이 2세는 아버지 알렉산드르 3세와 마찬가지로 전제정치를 하다가 러시아 혁명으로 폐위되면서 1918년 7월 17일 그의 가족들(알렉산드라, OTMA, 알렉세이)과 함께 처형당했다.

## 자녀
덴마크의 다우마 공주와의 사이에서 4남 2녀를 두었다.
| 사진 | 이름                           | 생일             | 사망              | 기타                                                                                                   |
| ---- | ------------------------------ | ---------------- | ----------------- | --- |
|      | 니콜라이 2세                   | 1868년 6월 18일  | 1918년 7월 17일   | 헤센의 알릭스와 결혼. 슬하 1남 4녀.                                                                    |
|      | 알렉산드르 알렉산드로비치 대공 | 1869년 6월 7일   | 1870년 5월 2일    | 뇌막염으로 사망.                                                                                       |
|      | 게오르기 알렉산드로비치 대공   | 1871년 5월 9일   | 1899년 7월 10일   | 결핵으로 사망.                                                                                         |
|      | 크세니야 알렉산드로브나 여대공 | 1875년 4월 6일   | 1960년 4월 20일   | 당숙 알렉산드르 미하일로비치 대공과 결혼. 슬하 6남 1녀.                                                |
|      | 미하일 알렉산드로비치 대공     | 1878년 11월 22일 | 1918년 6월 12일경 | 나탈리아 브라소바와 결혼. 슬하 1남.                                                                    |
|      | 올가 알렉산드로브나 여대공     | 1882년 6월 13일  | 1960년 11월 24일  | 올덴부르크의 피터 알렉산드로비치 공과 결혼 후 이혼. 자녀 없음. 니콜라이 쿨리코프스키와 결혼. 슬하 2남. |

## 같이 보기
- 러시아령 아메리카
- 러시아의 군주 목록
- 소련의 대통령